# Olof Leander Allard
Olof Leander Allard, ursprungligen Olofsson, född 27 februari 1854 i Norsjö, död 19 mars 1917 i Örnsköldsvik, var en svensk predikant och kolportör.

## Biografi
Allards far, Olof Larsson, dog när Allard var fyra år gammal, och hans mor, Elisabeth (Lisa) Jonsdotter, när han var tretton år. Han antogs i underofficersskolan i Karlsborg 1874 och gick i den 1877.
Som ung tjänstgjorde Allard som soldat, känd som fältjägare. Under denna tid antog han efternamnet Allard; han hade tidigare varit känd som Olofsson.
Allards liv tog en vändning när han blev predikant. Efter att ha lämnat militären blev Allard lekmannapredikant i Evangeliska Fosterlands-Stiftelsen, främst i Örnsköldsvik. Hans engagemang för att sprida budskapet om tro och hans arbete som kolportör lämnade en bestående inverkan. Två böcker har skrivits om honom: Olof Leander Allard Fältjägare och predikant och Berättelser om människor och övernaturliga företeelser.